# Redd Foxx
John Elroy Sanford (St. Louis, Missouri, 1922. december 9. – Los Angeles, Kalifornia, 1991. október 11.), ismertebb nevén Redd Foxx Golden Globe-díjas amerikai stand-up komikus, színész volt. Leginkább trágár beszéddel tarkított előadásairól volt ismert. Ő játszotta Fred G. Sanford karakterét a Sanford and Son című vígjátéksorozatban. Emellett a The Redd Foxx Show és The Royal Family című televíziós sorozatokban szerepelt.
A Comedy Central "minden idők 100 legjobb stand-uposa" listáján a 24. helyre került. Foxx több humoristára is hatással volt, és a popkultúrában is gyakran ábrázolták. A Sanford and Son pályafutása alatt három Oscar-díjat nyert, ezek mellett három alkalommal jelölték Emmy-díjra is. 1992-ben posztumusz módon megkapta saját csillagát a St. Louis Walk of Fame-en.

## Élete
John Elroy Sanford néven született St. Louisban. Chicago déli oldalán (South Side) nőtt fel. Szülei Fred Sanford és Mary Hughes voltak. Fred elhagyta a családot, amikor Foxx négy éves volt, így anyja nevelte fel. A DuSable High School tanulója volt; itt tanult Chicago későbbi polgármestere, Harold Washington is. Foxx-nak volt egy testvére, Fred Jr.
Művésznevét vöröses hajáról kapta.
Albumai kultikus státuszt értek el.

## Magánélete
Négyszer nősült. Első felesége Evelyn Killebrew volt, akivel 1948-ban házasodott össze. 1951-ben váltak el. 1956. július 5.-én vette feleségül Betty Jean Harrist. 1974-ben váltak el Foxx hűtlensége miatt.
1976. december 31.-én vette feleségül Joi Yun Chi Chung-ot. Foxx 1979-ben benyújtotta a válópert, Chung pedig beperelte Foxx-ot kegyetlenség miatt. 1981-ben fejeződött be a 
válás, Foxx pedig 300.000 dollárt fizetett.

1991-ben házasodott össze a koreai Kaho Cho-val. Las Vegasban házasodtak össze.

## Halála
1991. október 11.-én a The Royal Family forgatása közötti szünetben szívrohamot kapott. Della Reese szerint Foxx az Entertainment Tonight egyik riporterével beszélt. Semmilyen szövege nem volt a szerep során, sőt, csak annyi dolga volt, hogy "sétáljon a székem mögé".
Foxx ezt meg is tette. Azonban ezután rögtön összeesett. Reese szerint eleinte senki nem gyanakodott semmire. Foxx végül is híres volt arról, hogy szívrohamot tettet a Sanford and Son-ban. Mikor Foxx nem kelt fel, Reese felé hajolt, 
és hallotta, hogy Foxx kétszer ezt mondja: "jöjjön ide a feleségem". Reese hívta a mentőket, akik halottnak nyilvánították Foxxot.
Ideiglenesen újjáélesztették, és a Queen of Angels Hollywood Presbyterian Medical Center kórházba vitték. Négy órával ezután ismét halottnak nyilvánították.
A Las Vegas-i Palm Memorial Parkban helyezték örök nyugalomra.
Anyja, Mary Sanford Carson két évvel később hunyt el. Fia mellé temették.